# Lý Đông A
Lý Đông A (1921-1947) là một nhà triết học, học giả và nhà cách mạng, chính trị gia Việt Nam. Ông được cho là tác giả Việt sử thông luận, tuy nhiên tiểu sử của ông bị nhiều người xem là còn mơ hồ, còn nhiều tranh cãi trong lịch sử Việt Nam. Sau khi âm mưu tập hợp lực lượng lật đổ chính quyền Việt Minh bất thành, Lý Đông A bị lực lượng vũ trang Việt Minh tiêu diệt tại Bến Chương thuộc xã Hiền Lương - Mai Đà, tỉnh Hòa Bình.

## Tiểu sử

### Việt Nam Quang phục Quân
Ông tên thật là Nguyễn Hữu Thanh, sinh năm 1920 hoặc 1921 tại làng Yên Đổ, huyện Bình Lục, tỉnh Hà Nam. Ông tốt nghiệp sơ học yếu lược Pháp và học chữ Nho với các thầy đồ, nhà sư có học trong vùng. Cha ông là ông Nguyễn Chi Phương. Theo một số tài liệu, từ nhỏ ông đã là một thần đồng, biết chữ vào năm ba tuổi.
Trong giai đoạn 1936, Nguyễn Hữu Thanh, khi đó 15 tuổi, là người phục vụ cho Phan Bội Châu khi ông bị chính quyền thực dân Pháp quản thúc ở Huế. Sau này, ông vào tu ở chùa Yên Tử, bắt đầu xây dựng học thuyết duy dân và lấy tên hiệu là Lý Đông A, với ý nghĩa biểu tượng thời đại phục hưng dân tộc như thời triều Lý, triều Trần (Đông A ghép lại là Trần). Ông tiếp xúc thường xuyên với các nhà cách mạng trong tổ chức Việt Nam Quang phục hội của Phan Bội Châu.
Năm 1940, Lý Đông A làm ủy viên chính trị cho Phục quốc quân, cánh quân sự của Việt Nam Quang phục Hội. Ông cùng với Đoàn Kiểm Điểm và Trần Trung Lập chỉ đạo cuộc khởi nghĩa ở Lạng Sơn. Khởi nghĩa thất bại, Lý Đông A chạy thoát sang Trung Quốc. Ở Trung Quốc, Lý Đông A tiếp tục liên lạc với nhà cách mạng Việt Nam thuộc nhiều phe phái, nhiều quan điểm chính trị khác nhau, bao gồm Nguyễn Hải Thần, Hoàng Văn Hoan, Nguyễn Tường Tam, Hồ Chí Minh... Trong thời gian này, Lý Đông A cũng thường lui tới các thư viện ở Liễu Châu. Ông được cho là đã viết hơn 30 tác phẩm.

### Đại Việt Duy dân Cách mệnh Đảng
Ngày 1 tháng 1 năm 1943, Lý Đông A thành lập và làm tổng thư ký Đại Việt Duy dân Cách mệnh Đảng đấu tranh chống Pháp. Trong thời gian quân Tưởng vào miền Bắc, Đại Việt Duy dân tìm cách thâm nhập gây cơ sở ở Hòa Bình, xây dựng Hòa Bình thành căn cứ. Đại Việt Duy dân liên kết với một số lang đạo chống chính quyền, lôi kéo một số lang đạo có thái độ hai mặt trong bộ máy chính quyền các cấp và được số này che chở. Vì vậy, cơ sở Đại Việt duy dân phát triển khá nhanh bao gồm một số huyện của tỉnh Hà Đông (cũ), Ninh Bình, Hà Nam, Hòa Bình. Đảng Đại Việt Duy dân chọn Mường Diềm làm căn cứ chính của Đại Việt Duy dân ở Hòa Bình. Được các lang đạo giúp đỡ, Đại Việt Duy dân đã tích cực xây dựng lực lượng vũ trang bằng cách đưa thành viên từ miền xuôi lên, tập hợp thành viên ở địa phương, thành lập được một số đơn vị, mở một vài lớp huấn luyện quân sự,...
Giữa năm 1946, Đại Việt Duy dân bị chính quyền Việt Nam Dân chủ Cộng hòa do Việt Minh lãnh đạo tấn công mạnh tại Hà Nội và các tỉnh ở đồng bằng. Đảng trưởng Đại Việt Duy dân Lý Đông A (tức Trần Khắc Tường) phải rời Hà Nội về Gia Viễn (Ninh Bình). Tại đây, Lý Đông A lại bị truy đuổi phải chạy lên Hòa Bình và về vùng Diềm. Nhiều thành viên Đại Việt Duy dân ở các nơi khác bị truy quét cũng chạy lên Hòa Bình.
Trong thế bị truy đuổi, dồn ép, các lãnh đạo Đại Việt Duy dân dựa vào sự giúp đỡ của lang đạo chống chính quyền và có được một vài đơn vị vũ trang trong tay dự định đánh chiếm Lương Sơn, Lạc Sơn, Chợ Bờ, Suối Rút rồi tiến lên đánh chiếm thị xã Hòa Bình, làm chủ toàn bộ tỉnh Hòa Bình. Lấy Hòa Bình làm bàn đạp chiếm Sơn La, xây dựng Hòa Bình - Sơn La thành một căn cứ rộng lớn ở miền núi rừng Tây Bắc để chống lại chính quyền do Việt Minh lãnh đạo. Nhưng kế hoạch của Đại Việt Duy dân đã bị quần chúng phát giác.
Ban cán sự Đảng Cộng sản Đông Dương tỉnh Hòa Bình thông qua con trai lang cun Mường Diềm là cán bộ phụ trách lực lượng vũ trang của huyện Mai Đà đã nắm được những tin tức quan trọng về tổ chức, hoạt động của Đại Việt Duy dân và đặc biệt là nắm được âm mưu kế hoạch bạo loạn của Đại Việt Duy dân.
Do nắm được kế hoạch của Đảng Đại Việt Duy dân nên trước ngày Đại Việt Duy dân định khởi sự, Ban cán sự Đảng tỉnh Hòa Bình đã chỉ đạo lực lượng vũ trang, công an tiêu diệt các toán vũ trang của Đại Việt Duy dân ở Lạc Sơn, Kỳ Sơn, Cao Phong, Lương Sơn, thị xã Hòa Bình. Để tiêu diệt căn cứ của Lý Đông A tại vùng Mường Diềm, Ban cán sự Đảng tỉnh đã dùng mưu dụ toán vũ trang của Đại Việt Duy dân ra khỏi căn cứ. Lực lượng chiến đấu của Ban cán sự Đảng tỉnh Hòa Bình đã tiêu diệt và bắt sống đại bộ phận lãnh đạo và lực lượng vũ trang của Đại Việt Duy dân tại Bến Chương. Đảng trưởng Lý Đông A chết tại Bến Chương thuộc xã Hiền Lương - Mai Đà.

## Quan điểm triết học
Lý Đông A coi con người là căn bản trong triết lý Chủ nghĩa Duy dân của ông. Theo đó, ba thành phần biện chứng tạo nên quan điểm thống nhất, đại đồng, chân xác về con người là vũ trụ (duy nhiên, vô nguyên), nhân loại (duy nhân, nhất nguyên) và dân tộc (duy dân, đa nguyên tương đối).
Tác phẩm Việt sử thông luận của ông, giải thích lịch sử Việt Nam theo cái nhìn dịch học, và nhân chủng học.

## Tác phẩm
Trong thời gian Chiến tranh Việt Nam, các tác phẩm của Lý Đông A bị cấm lưu hành tại miền Bắc. Riêng tại miền Nam, các tác phẩm sau đây được nhà xuất bản Gió Đáy in lại và phát hành rộng rãi năm 1969 tại Sài Gòn:
- Huyết hoa
- Đạo trường ngâm
- Chu tri lục
- Duy nhân cương thường
- Thiết giáo phương pháp
- Chìa khóa thắng nghĩa
- Việt sử thông luận